# Yves Crozet
Pour les articles homonymes, voir Crozet.
Yves Crozet est un économiste français, né le 16 mai 1952. Spécialiste de l'économie des transports et des services publics, il est professeur émérite, ancien professeur d'économie à Sciences Po Lyon et à l'université Lumière Lyon 2, et chercheur au Laboratoire d’économie des transports (UMR CNRS), qu'il dirigea de 1999 à 2007. 

## Chercheur en économie des transports
Rapidement titulaire du concours de l'agrégation des facultés de sciences économiques, Yves Crozet devient Professeur des universités en 1992. Quelques années auparavant, il a obtenu son doctorat en sciences économiques grâce à une thèse intitulée Les Minguettes ou les infortunes de la tutelle sous la direction d'Alain Bonnafous, soutenue en 1987 à l'université Lyon 2.
Depuis, ses activités de recherche l'ont amené à publier une centaine d'articles scientifiques dans de grandes revues académiques, de rapports d'expertise pour les puissances publics, ou d'ouvrages, tout en prenant soin de les diffuser en les vulgarisant par des médias « grand public ». Entre autres, il assuma la direction de plus de 26 thèses de doctorat soutenues[réf. incomplète], et apporta sa contribution en tant que rapporteur ou membre du jury à de nombreux Docteur en Sciences économiques.
Sa Direction du  Laboratoire d'aménagement et d’économie des transports entre 1999 et 2007 a permis d'apporter une dynamique décisive et une de valoriser la reconnaissance international de l'un des premiers centres de recherche de cette spécialité dans le monde.

## Autres activités d'intérêt public
Au début des années 2000, le Ministère des transports lui demande de présider le Groupe opérationnel « Mobilités, territoires et développement durable » des Programmes de recherche et d’innovation dans les transports terrestres 1 et 2 (PREDIT1 et PREDIT2). 
Vice-président de l'Université Lumière-Lyon-II aux côtés du linguiste Gilbert Puech, Président de 2001 à 2006, il participa à l'un des mandats les plus dynamiques de l'établissement. 
Yves Crozet fut également administrateur de Réseau ferré de France (RFF, 1997-2014, ensuite remplacé par SNCF Réseau), en tant que « personnalité qualifiée  (selon les termes du Décret)[C'est-à-dire ?]. » 
En 2008, il est nommé à la tête de l’Observatoire Énergie Environnement des Transports (OEET), organisme créé à la suite du Grenelle de l’environnement. 
Il est président du think tank de l'Union routière de France, association de défense des métiers de la route (sociétés autoroutières, pétrolières, BTP, constructeurs automobiles) depuis sa création en 2014 jusqu'en janvier 2023, où il est remplacé par Jean Coldefy[réf. souhaitée], tout en restant membre. 
Il est également maire de Saint-Germain-la-Montagne depuis 2014.

## Distinctions
- 2014 :  Chevalier de la Légion d'honneur, en tant que président de l'Observatoire Énergie Environnement des Transports[8]

## Œuvre
- Yves Crozet, Les Minguettes ou Les infortunes de la tutelle, 1er janvier 1987 (lire en ligne)